# Teya (Kanasín)
Teya es una pequeña localidad del municipio de Kanasín, en el estado de Yucatán, México. Estuvo integrada inicialmente por la población que en tiempo pretérito se encontró acasillada en la Hacienda San Ildefonso Teya. Actualmente cuenta con una población de poco más de 500 personas. 
La localidad se encuentra ubicada en torno al viejo casco de la hacienda, a la vera de la Carretera Federal 180 (tramo Mérida - Cancún), aproximadamente 10 km al oriente de la capital del estado de Yucatán

## Toponimia
El nombre de Teya,  significa en lengua maya árbol de chicozapote.

## Datos históricos de la hacienda Teya
La hacienda San Ildefonso Teya fue establecida en 1683 por Ildefonsa Antonia Marcos Bermejo Calderón y de la Helguera, esposa del Conde de Miraflores.
Durante casi dos siglos se dedicó a la ganadería y al cultivo del maíz. En el siglo XIX, se convirtió en hacienda henequenera. Fue abandonada en la primera mitad del siglo XX y adquirida, más tarde, por su actual propietario Jorge Cárdenas Gutiérrez, quien emprendió la tarea de reconstrucción en 1987.
En el caso de San Ildefonso Teya, al igual que la mayoría de las otras haciendas, dejaron de serlo, con peones para el cultivo de henequén, para convertirse en un ejido, es decir, en una unidad colectiva autónoma, con derecho comunitario de propiedad de la tierra, a partir del año 1937, después de los decretos que establecieron la reforma agraria en Yucatán, promulgados por el presidente Lázaro Cárdenas del Río. El casco de la hacienda permaneció como propiedad privada.

## Demografía
Según el censo de 2005 realizado por el INEGI, la población de la localidad era de 554 habitantes, de los cuales 278 eran hombres y 276 eran mujeres.
| 221                         | 104 | 81 | 147 | 163 | 173 | 213 | 294 | 301 | 359 | 432 | 469 | 554 |
| (Fuente: INEGI [Consultar]) |     |    |     |     |     |     |     |     |     |     |     |     |

## Galería

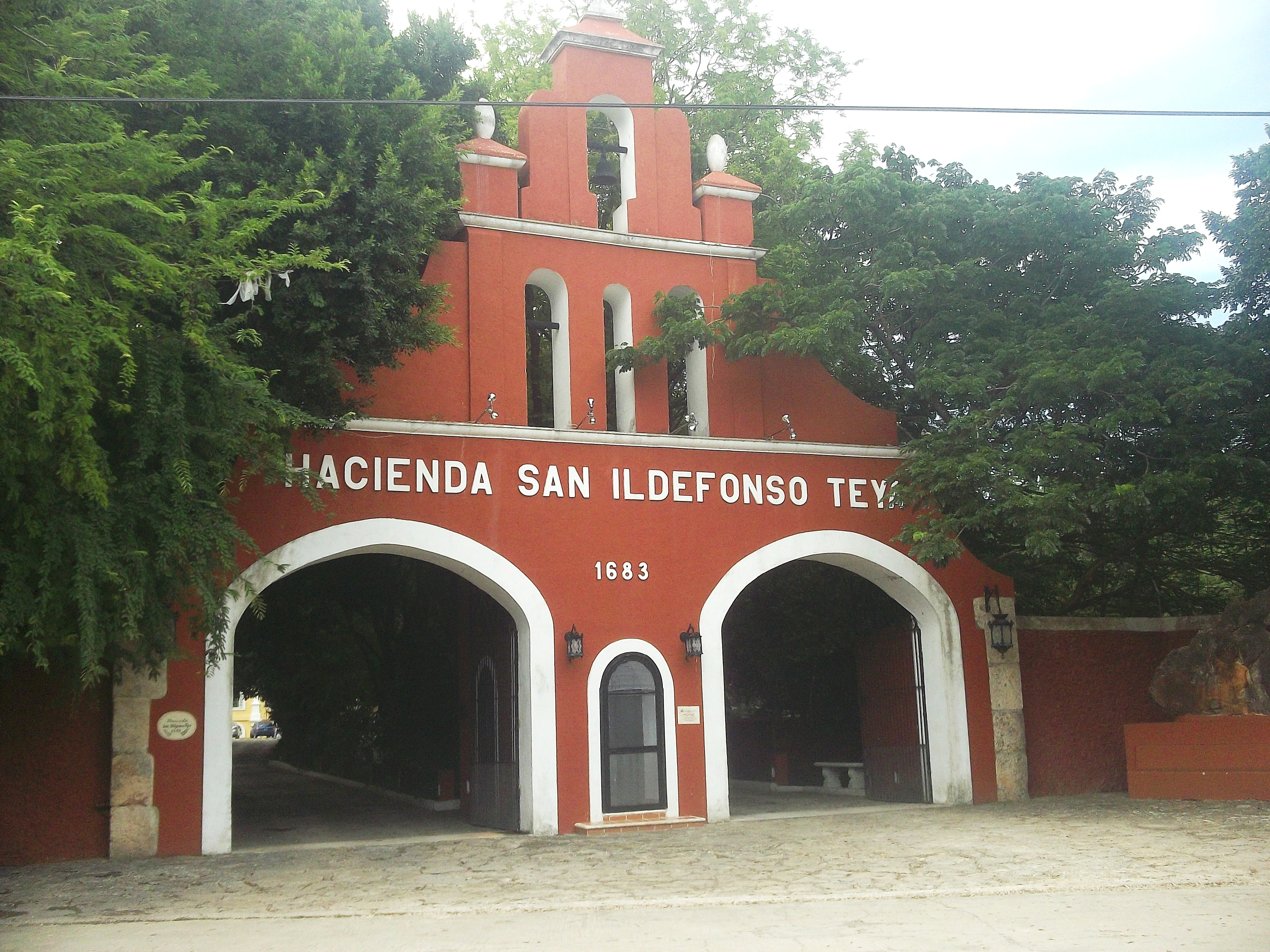
Hacienda de Teya.
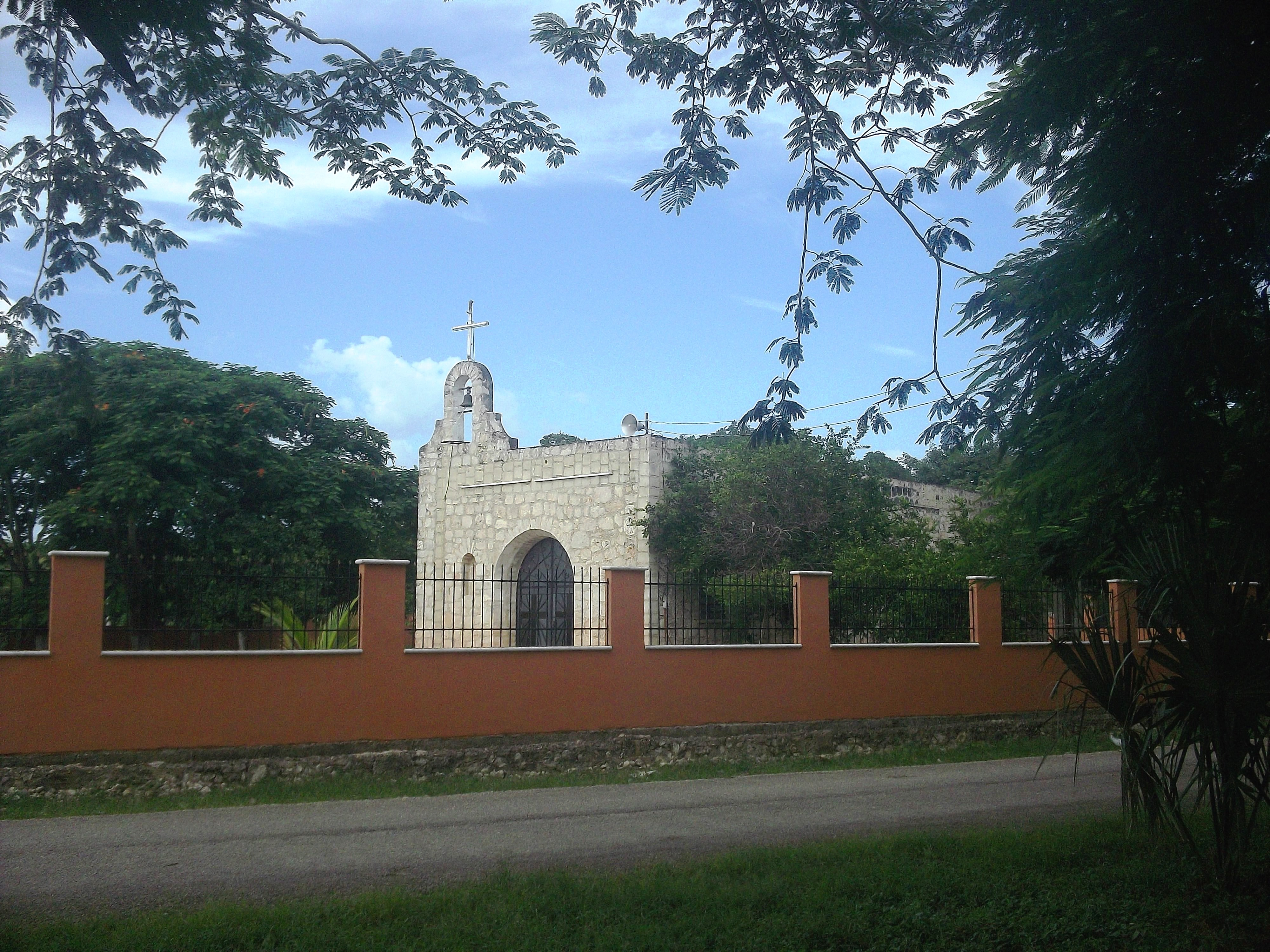
Iglesia de Teya.